# قیزان
قیزان (قزاقی: Қызан، قىزان) یک شهر و منطقه مسکونی در قزاقستان است که در استان مین‌قشلاق واقع شده‌است.